# قصر مجلس مدينة بوينس آيرس التشريعي

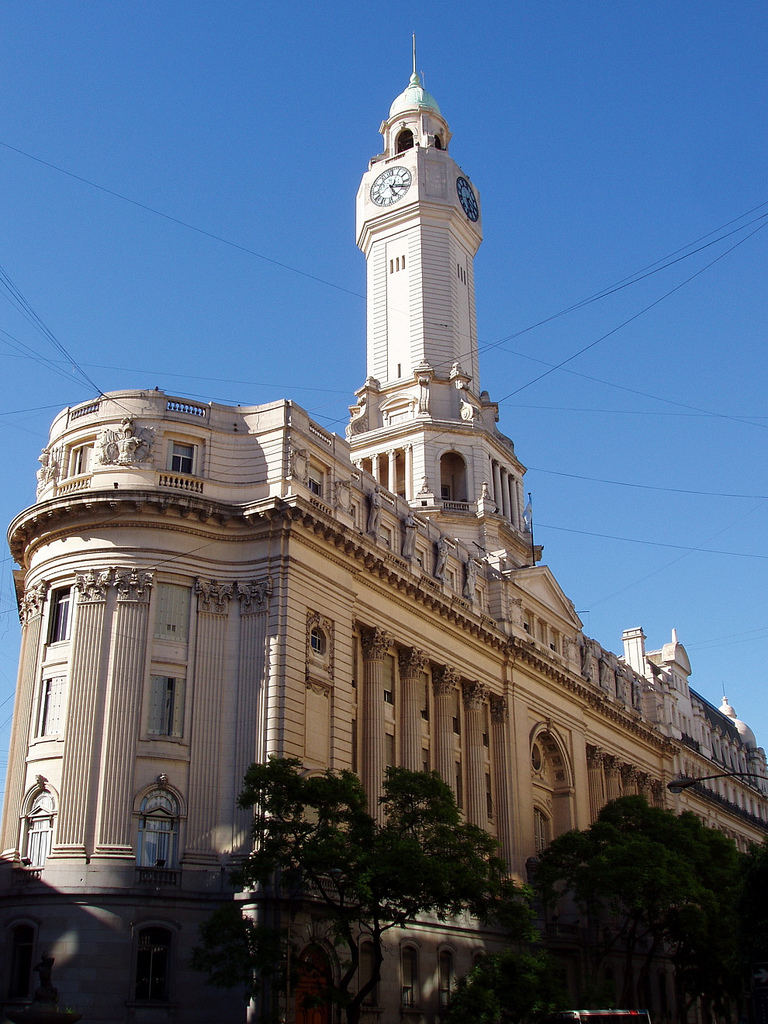
قصر مدينة بوينس آيرس التشريعية

قصر مجلس مدينة بوينس آيرس التشريعي (بالإسبانية: Palacio de la Legislatura de la Ciudad de Buenos Aires)‏هو قصر يضم حكومة مدينة بوينس آيرس بالأرجنتين، هو أحد المعالم المعمارية في حي مونتسيرات وهو عبارة عن في كتلة مثلثة تحدها شارع إيبوليتو يريغوين، وشارع خوليو روكا الأرجنتيني وشارع بيرو، مبنية من الجرانيت الرمادي بطراز الكلاسيكي حديث. المبنى مفتوح للجمهور في أيام الأسبوع فق. ويحتوي على مكتبة استيبان إيشيفيريا، وصالون روسادو (المعروف أيضا باسم صالون إيفا بيرون)، والأجراس الأكبر في أمريكا الجنوبية عندما تم تثبيتها عام 1930.

## التاريخ
تم تخصيص الكثير جنوب غرب بلازا دي مايو لبناء المبنى. حصل تصميم المبنى على جائزة المهندس المعماري المحلي هيكتور آيرزا. استمد آيرزا تصميمه الانتقائي بعد الموافقة عليه من قبل المجلس في عام 1926 بشكل كبير من العمارة الكلاسيكية الفرنسية. وُضع حجر الأساس في إطار المؤتمر الأول للبلديات في جمهورية الأرجنتين في 18 نوفمبر 1926 بواسطة مارسيلو توركواتو دي ألفير، وقد تم وضع لوحة تذكارية بهذه المناسبة. حصل لويس فالكوني على عقد المقاولة للانتهاء بعد 5 سنوات من بدأ العمل في 19 سبتمبر 1927؛ تضمن العقد أعمال التركيبات الفاخرة والإضاءة وبرج الساعة مع خمسة أجراس وكاريلون مع 30 جرس، تم التحكيم في مشاكل التفسير التعاقدي بواسطة المهندس سيباستيان غيغليزا، وتم افتتاح القصر في 3 أكتوبر 1931. كان المبنى مقرًا لوكالات حكومية أخرى، فقد أنشأ خوان بيرون، الذي أنشأ أمانة العمل والتأمينات الاجتماعية، جناحًا جانبيًا لها في المبنى. أعلن بيرون عن المبنى نصبًا تاريخيًا وطنيًا في عام 1951.

## العمارة

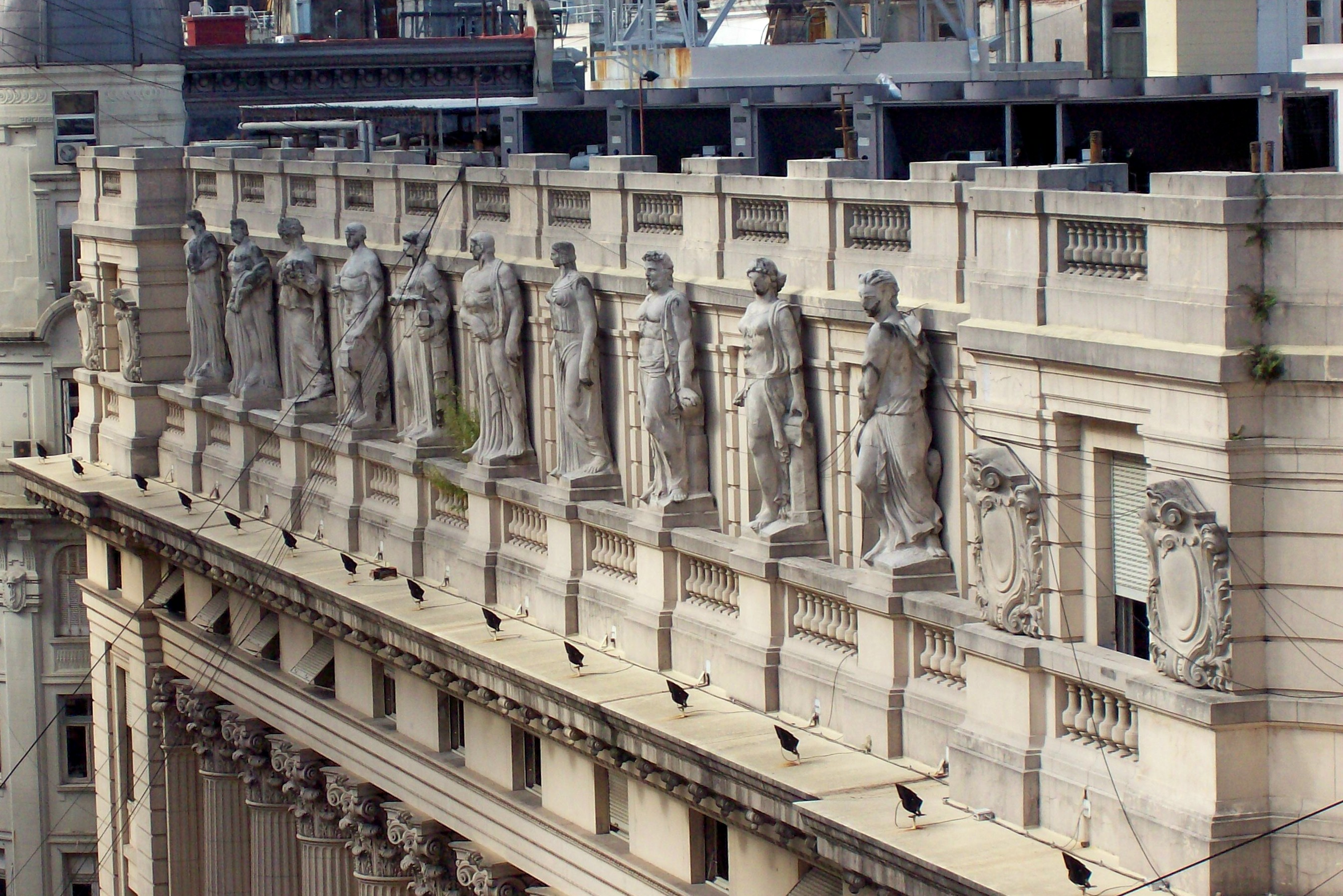
الحافة الخارجية التي تواجه شارع بيرو.

تم تشييد المبنى على الطراز الكلاسيكي الحديث، ويحتوي على قبو وثلاثة طوابق وبنتهاوس، ويشتمل على مسكن أقدم يواجه بلازا دي مايو ولكنه الآن يواجه جادة خوليو روكا. يقع الباب الرئيسي المصنوع من الخشب المنحوت مع مطرقة نحاسية مركزية على شكل رأس أسد عند زاوية شارع خوليو روكا مع شارع بيرو. يحتوي الجزء الأمامي من المبنى على أعمدة من الطراز الكورنثي وشرفات بها درابزينات، ويزين درع البلدية السابق البرونزي إحدى النوافذ الكبيرة. من الناحية المعمارية، يشتهر المبنى بأكثر من 26 تمثال كارواي (معظمها من قبل النحات ترويانو تروياني) وبرج الساعة،  وكاريون (أداة موسيقية موجودة عادة في برج الجرس) مكون من 30 جرس. بصرف النظر عن الغرف التشريعية نفسها، يتميز التصميم الداخلي للمبنى بعدد من الصالونات والقاعات المشهورة الرائعة معماريًت، بالإضافة إلى مكتبتين؛ تم تسمية القاعات الفسيحة باسم القاعة الذهبية، وقاعة سان مارتن، وقاعة مونتيفيديو، وقاعة لوست ستيبس، وقاعة إيفا بيرون، وغرفة طعام الشرف، وقاعة الدرمين وقاعة المعارض. تضم مكتبة استيبان إيشيفيريا مجموعة فريدة من 2000 كتاب من القرن السابع عشر إلى القرن التاسع عشر، وتحتوي المكتبة الأخرى، والمعروفة باسم مكتبة خوسيه هرنانديث، على العديد من أرشيفات الصحف من عام 1870 والتي تغطي موضوعات التاريخ والثقافة والأخبار العامة. يوجد سلم مقابل المدخل الرئيسي لشارع خوليو روكا ينقسم إلى قسمين قبل الوصول إلى الروطن الرئيسي، وفوقه توجد قبة زجاجية ملونة تمثل الشمس يمكن فتحها يدويًا أو إلكترونيًا لعرض السماء المفتوحة.

## المكتبة

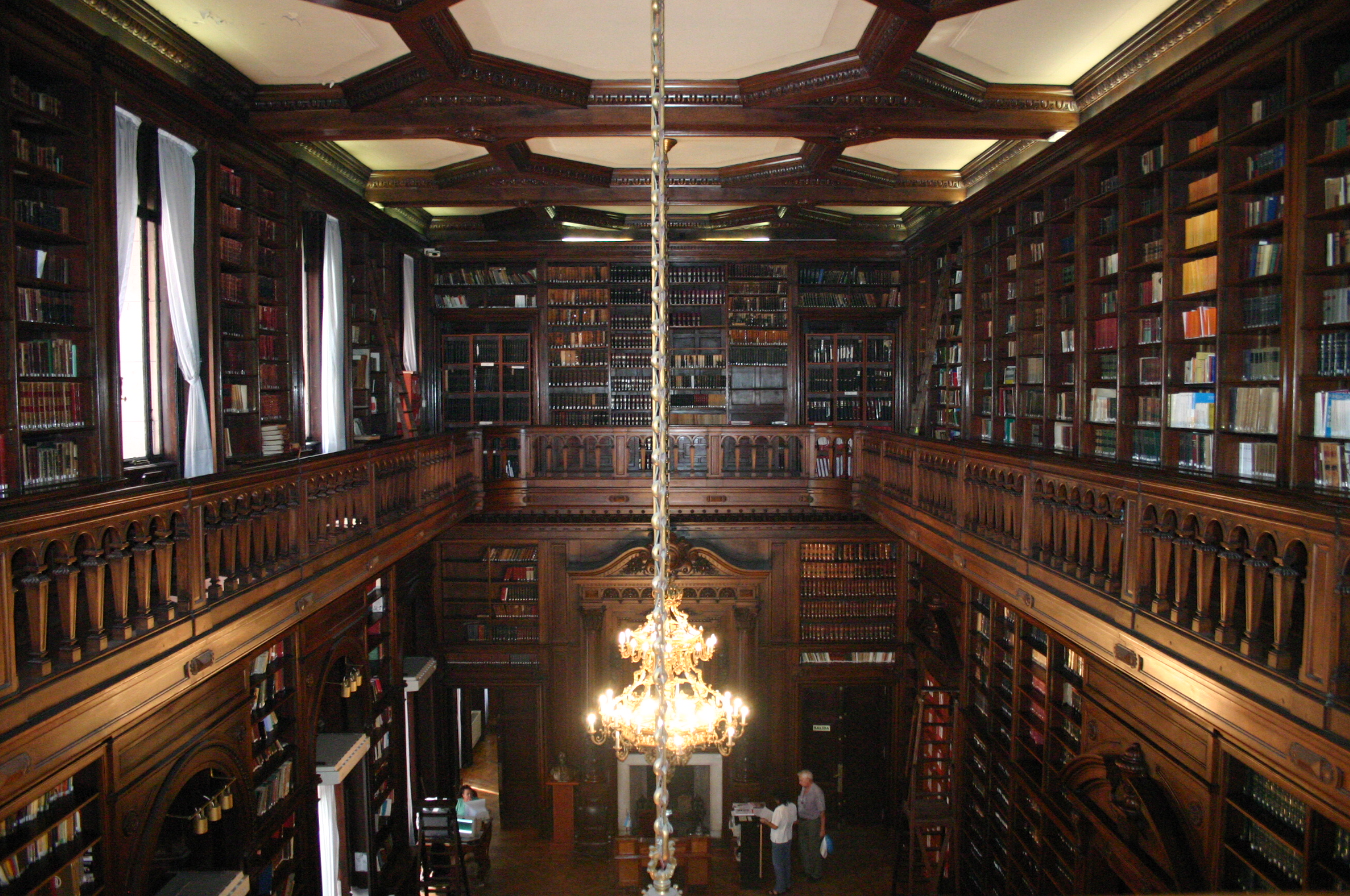
مكتبة إستيبان إيشفيريا

كانت مكتبة إستيبان إيشفيريا، التي كانت تُعرف سابقًا باسم المكتبة المئوية، قد صُممت في عام 1884 من قبل رئيس المجلس آنذاك، الدكتور روبرتو لاروك الذي طلب مواد المكتبة من المقاطعات الأجنبية. كما يضم مجموعة من 30000 نص في القانون والتشريع. هناك نصوص من إسبانيا القوطية، ومن ملكية ريو دي لا بلاتا البديلة، ومستعمرة بوينس آيرس كابيلدو وغيرها، وهي تشمل مكتبة خوسيه هيرنانديز الدورية التي تم تصوير أعمالها بالمجهرية. تم إنشاؤه في البداية لمساعدة المشرعين ومسؤولي البلديات، وتم فتحها لاحقًا لعامة الناس. أعيدت تسمية المكتبة لتكريم الشاعر الأرجنتيني إستيبان إيشيفريا الذي أدخل الرومانسية الأدبية إلى المدينة.

## القاعات
كانت القاعة الذهبية، المخصصة للاحتفالات والمناسبات الرسمية الأخرى، مستوحاة من قاعة المرايا في قصر فرساي بفرنسا، ويمكن الوصول إليها عن طريق صعود درج الشرف. تحيط الأعمدة ذات التيجان الأيونية بالمركز، مما يدعم معرضًا مقوسًا يعمل بمثابة شرفة فوقه. في قاعدتها يوجد درع الشرف مع شعار المدينة. تضاء القاعة بستة ثريات، كل منها يحتوي على 45 مصباحًا، بالإضافة إلى 14 شمعة، وتستخدم الغرفة للجلسات العامة وحفلات الاستقبال والأحداث.
بعد حصول النساء على حق التصويت عام 1947 وبدأت النساء السياسيات في الدخول في النظام التشريعي الحكومي، أنشأت السيدة الأولى إيفا بيرون صالون روسادو («الغرفة الوردية»، والمعروفة الآن باسم صالون إيفا بيرون) كمجال محجوز للنساء الحكوميات لمناقشة قضايا في مكان يتم فيه استبعاد الرجال. الغرفة مفتوحة الآن للزائرين، ومزينة بنصب تذكاري لإيفا بيرون ويتضمن تركيبات أصلية. تم إعلان الصرح كمنطقة حماية تاريخية في عام 1977 وعلى «مستوى الحماية الشاملة» منذ عام 2000. الصالون هو دراسة استخدمتها كرئيس لمؤسسة إيفا بيرون. تم تصوير عدد من المشاهد من فيلم إيفيتا لآلان باركر عام 1996 في الصالون وفي الغرف التشريعية. وهي تقع بين مكاتب الرئيس ونائب رئيس الهيئة التشريعية الأولى. يضم بعض الأثاث الأصلي والأشياء الشخصية مثل مكتب وكرسي ومصباح ومجلدات وحبر ورف إلكتروني، مع جدران مغطاة بالخشب. هناك أيضًا خزانتان من طراز لويس الرابع عشر، وهي شعارات البلدية المحفورة على الأبواب. يقف هناك مزهريات واحدة من كريستال القمار، والبرونز الآخر.

## البرج والكاريون

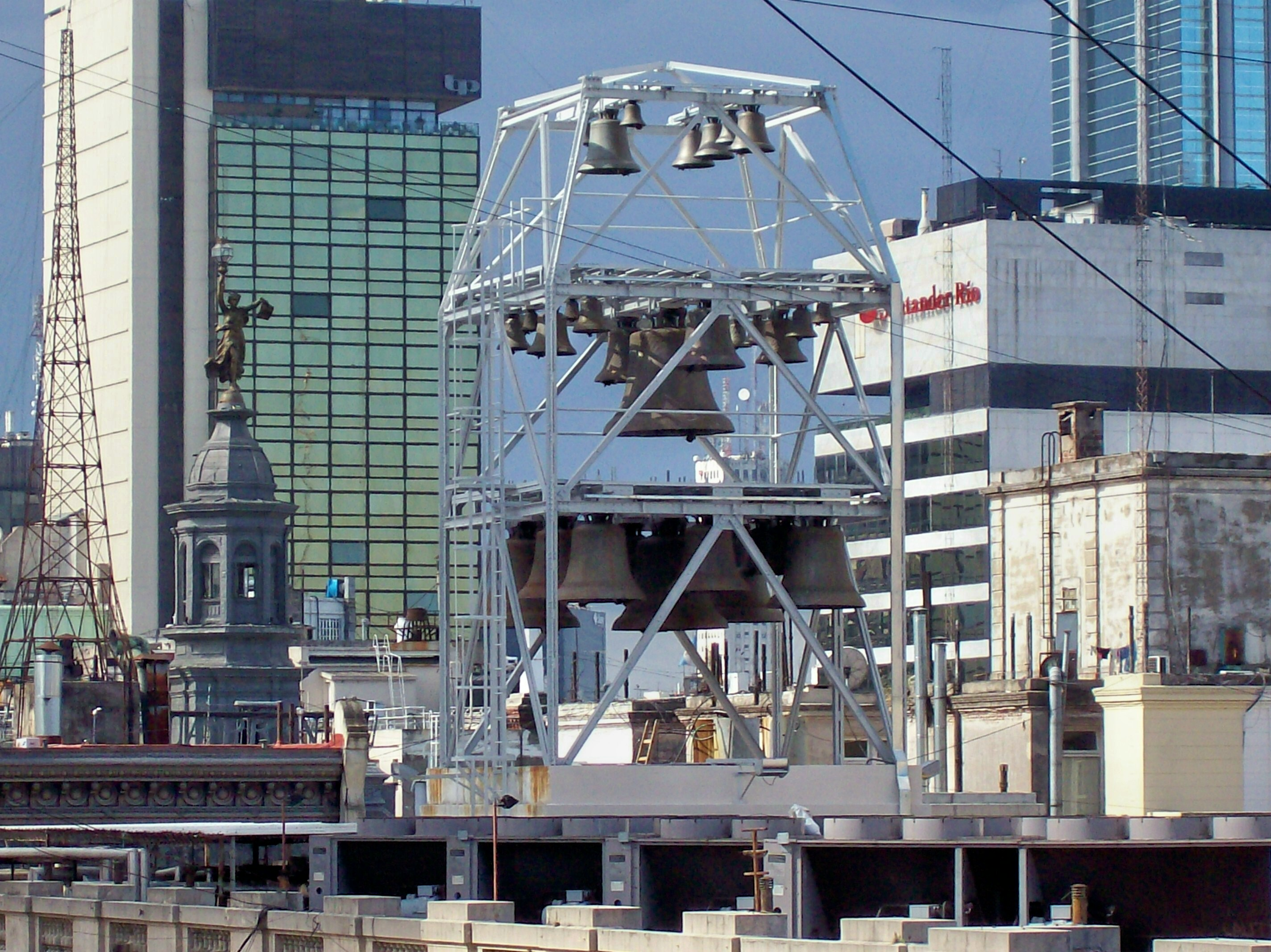
كاريون قصر مجلس مدينة بوينس آيرس التشريعي.

يبرغ ارتفاع برج الساعة 97 متر (318 قدم)، ويضم ساعة مع خمسة أجراس تحمل أسماء: سانتا ماريا وبينتا ولا نينيا ولا بورتينيا والأرجنتين وهو أكبرهم بوزن 1800 كجم. يبلغ قطر الأرباع الأربعة للبرج 4.5 متر (15 قدم)، وتحتوي الساعة على نظام يتحكم في تشغيل 80 ساعة أخرى موزعة في بقية المبنى. يحتوي الكاريون البرونزي الألماني الصنع على 30 جرس تزن جميعها أكثر من 27 طناً؛ معظمهم يزن أكثر من 4 أطنان، ويقع على عريشة نصف دائرية محاطة بالكراغل والأنابيب الفضية لمكيف الهواء القوي. يتم تعليق الأجراس في إطار من الحديد بطول 11 متر (36 قدم) ووزن 8 أطنان، وكان أكبر كاريلون في أمريكا الجنوبية عند تثبيته عام 1930.